# Coelogyne lycastoides
Coelogyne lycastoides é uma espécie de orquídea epífita, família Orchidaceae, originária de ilhas do sudoeste do Pacífico, como Samoa, Vanuatu e Fiji.